# Rozsedly
Rozsedly jsou vesnice, část obce Žihobce v okrese Klatovy v Plzeňském kraji. Nachází se asi 2,5 kilometru jihozápadně od Žihobců. Prochází zde silnice II/171. Rozsedly jsou také název katastrálního území o rozloze 3,66 km².

## Historie
První písemná zmínka o vesnici pochází z roku 1315.

## Obyvatelstvo
| Rok            | 1869 | 1880 | 1890 | 1900 | 1910 | 1921 | 1930 | 1950 | 1961 | 1970 | 1980 | 1991 | 2001 | 2011 | 2021 |
| -------------- | ---- | ---- | ---- | ---- | ---- | ---- | ---- | ---- | ---- | ---- | ---- | ---- | ---- | ---- | ---- |
| Počet obyvatel | 352  | 348  | 355  | 330  | 336  | 336  | 293  | 200  | 204  | 200  | 182  | 157  | 150  | 122  | 127  |
| Počet domů     | 47   | 47   | 50   | 50   | 52   | 55   | 59   | 67   | 143  | 49   | 48   | 56   | 54   | 58   | 58   |

## Obecní správa
Při sčítání lidu v letech 1850–1979 Rozsedly byly samostatnou obcí, se kterým patřily nejprve do okresu Sušice, ale od roku 1960 v okrese Klatovy. Od 1. ledna 1980 jsou částí obce Žihobce v okrese Klatovy. V letech 1961–1979 k obci patřily Kadešice a Šimanov.

## Galerie

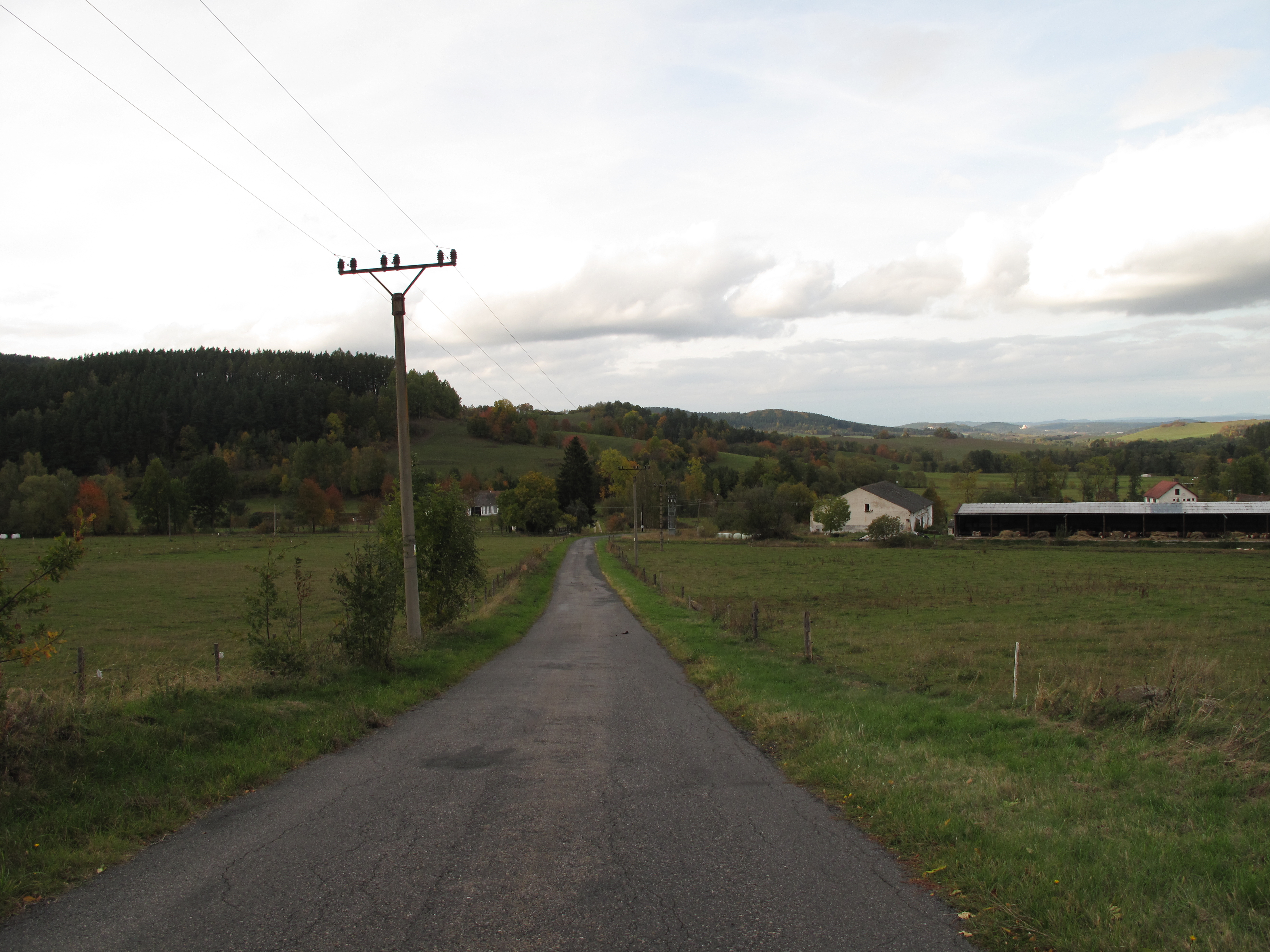
Pohled zdáli
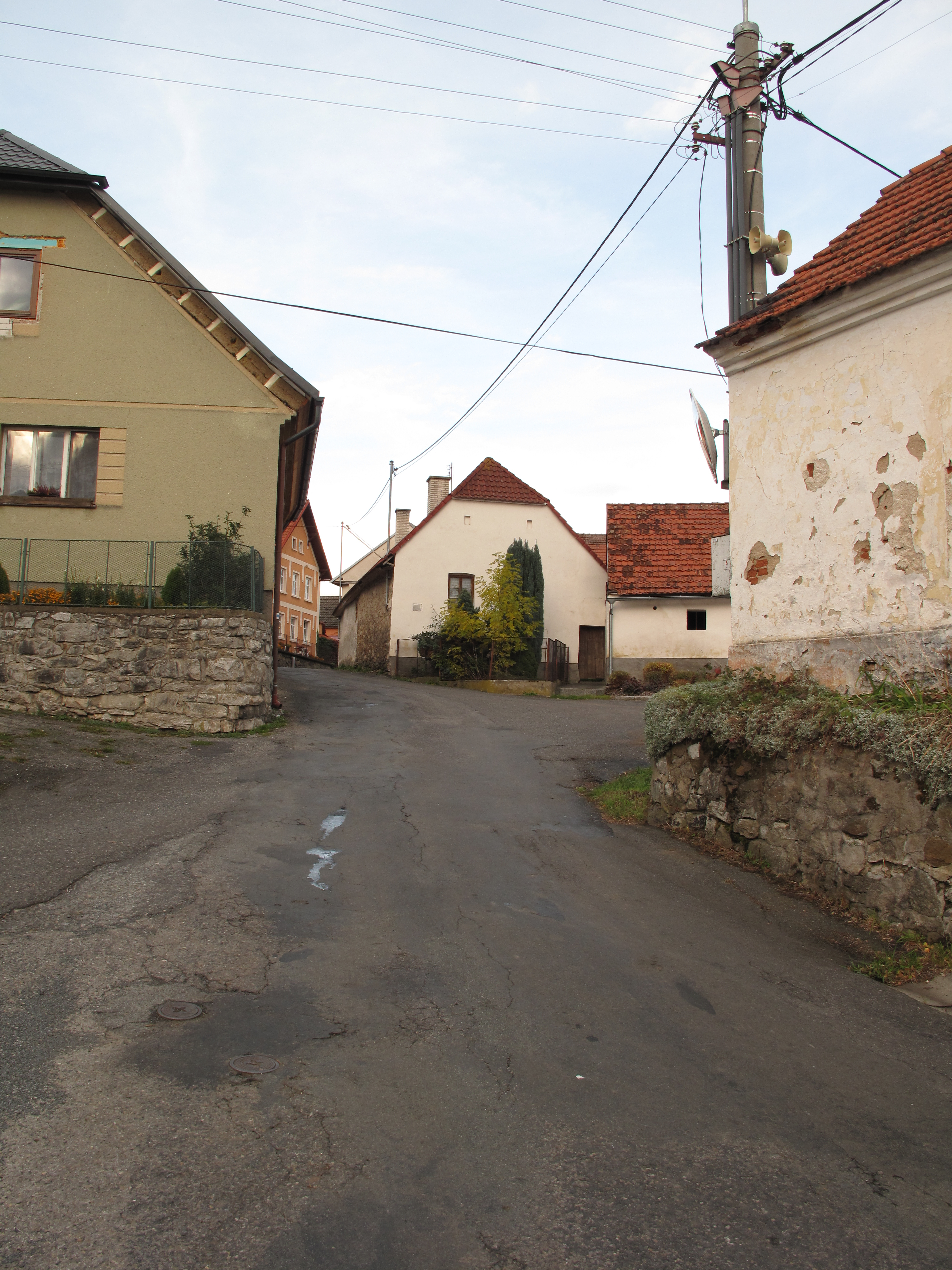
Domy
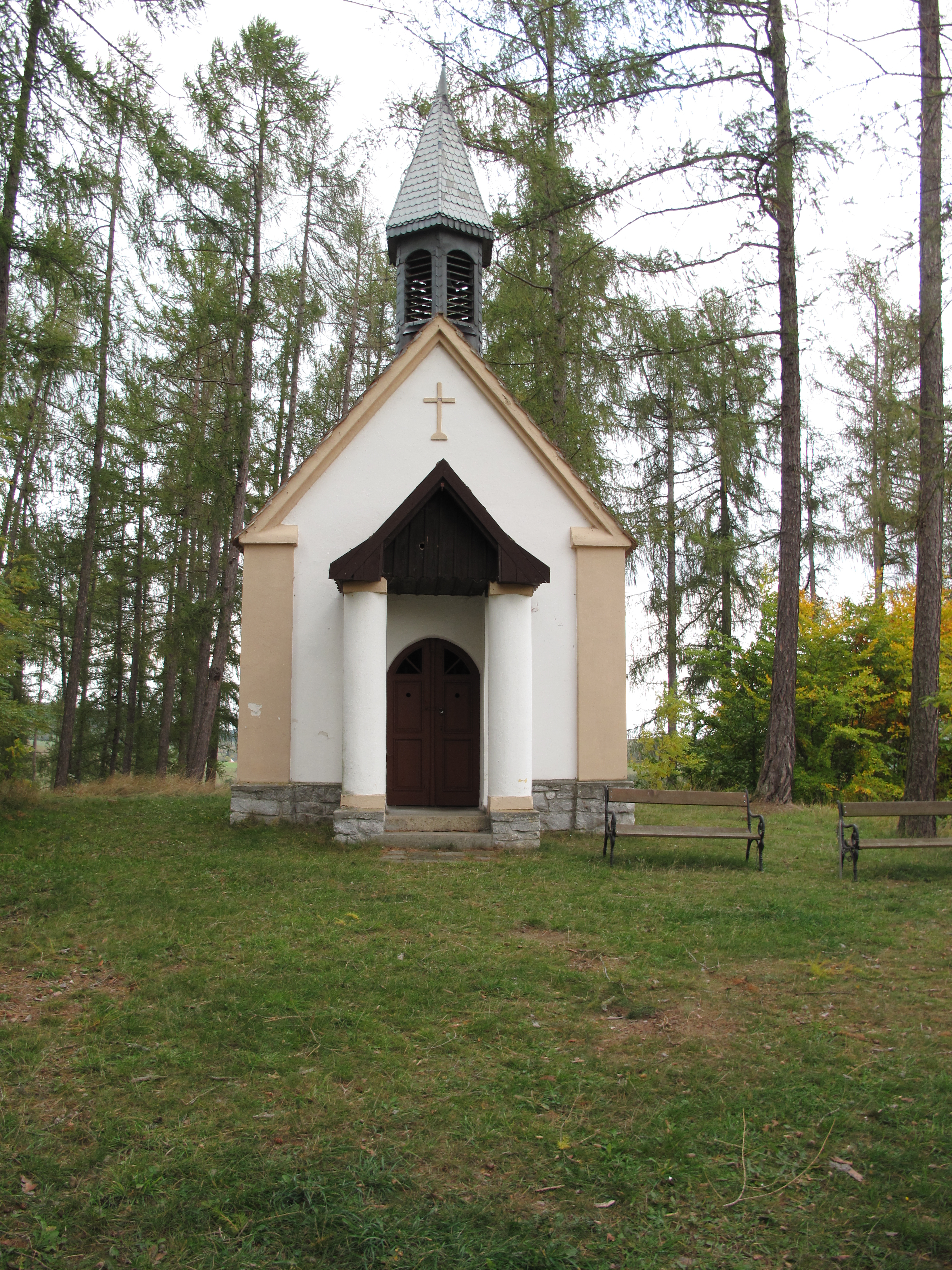
Kaple